# マリン・ポングラチッチ
マリン・ポングラチッチ（Marin Pongračić , 1997年9月11日 - ）は、ドイツ・バイエルン州ランツフート出身のクロアチア人サッカー選手。クロアチア代表。セリエA・ACFフィオレンティーナ所属。ポジションはDF。

## 来歴
ユース時代はFCバイエルン・ミュンヘンやFCインゴルシュタット04などで過ごし、2016年にTSV1860ミュンヘンと契約。2016-17シーズン途中にトップチームに昇格。
2017年7月1日、オーストリア・ブンデスリーガで無類の強さを誇っていたレッドブル・ザルツブルクと契約。準レギュラー的な役割にとどまったものの、2017-18、2018-19シーズンとリーグ優勝を経験した。
2020年1月15日、VfLヴォルフスブルクと2024年までの4年半契約を締結したことが発表された 。
2021年8月31日、ボルシア・ドルトムントに期限付き移籍で加入。この際、ポングラチッチはTwitter上で、ヴォルフスブルクが自身の追放を図っていたことなどを暴露し、レンタル元クラブへの不信感を露にした。ドルトムントではCBの控えという立ち位置であり、2022年2月27日のFCアウクスブルク戦では先発したものの、低調なパフォーマンスに終始したため批判を受けた。
2022年8月22日、USレッチェに買取オプション付きの期限付き移籍で加入。2023年6月30日、買取オプションが行使され、完全移籍となった。
2024年7月19日、ACFフィオレンティーナに完全移籍で加入した。

## 代表経歴
ドイツ出身ながら、両親のルーツを活かし、ユース代表はクロアチア代表でプレーした。2020年11月11日、トルコ代表との親善試合で代表初出場。
UEFA EURO 2024に選出

## 個人成績
| クラブ           | シーズン | リーグ                      | リーグ戦 | リーグ戦 | カップ戦 | カップ戦 | リーグ杯 | リーグ杯 | 国際大会 | 国際大会 | その他 | その他 | 合計 | 合計 |
| クラブ           | シーズン | リーグ                      | 出場     | 得点     | 出場     | 得点     | 出場     | 得点     | 出場     | 得点     | 出場   | 得点   | 出場 | 得点 |
| ---------------- | -------- | --------------------------- | -------- | -------- | -------- | -------- | -------- | -------- | -------- | -------- | ------ | ------ | ---- | ---- |
| 1860ミュンヘン   | 2016-17  | 2.ブンデス                  | 6        | 0        | -        | -        | -        | -        | -        | -        | 1      | 0      | 7    | 0    |
| 1860ミュンヘン   | 通算     | 通算                        | 6        | 0        | -        | -        | -        | -        | -        | -        | 1      | 0      | 7    | 0    |
| ザルツブルク     | 2017-18  | オーストリア ブンデスリーガ | 16       | 0        | 3        | 0        | -        | -        | 4        | 0        | 0      | 0      | 23   | 0    |
| ザルツブルク     | 2018-19  | オーストリア ブンデスリーガ | 14       | 0        | 2        | 0        | -        | -        | 10       | 0        | 0      | 0      | 26   | 0    |
| ザルツブルク     | 2019-20  | オーストリア ブンデスリーガ | 5        | 0        | 1        | 0        | -        | -        | 1        | 0        | 0      | 0      | 7    | 0    |
| ザルツブルク     | 通算     | 通算                        | 35       | 0        | 6        | 0        | -        | -        | 15       | 0        | 0      | 0      | 56   | 0    |
| ヴォルフスブルク | 2019-20  | ドイツ ブンデスリーガ       | 11       | 2        | -        | -        | -        | -        | 1        | 0        | 0      | 0      | 12   | 2    |
| ヴォルフスブルク | 2020-21  | ドイツ ブンデスリーガ       | 10       | 0        | 1        | 0        | -        | -        | -        | -        | 0      | 0      | 11   | 0    |
| ヴォルフスブルク | 通算     | 通算                        | 21       | 2        | 1        | 0        | -        | -        | 1        | 0        | 0      | 0      | 23   | 2    |
| ドルトムント     | 2021-22  | ドイツ ブンデスリーガ       |          |          |          |          |          |          |          |          |        |        |      |      |
| ドルトムント     | 通算     |                             |          |          |          |          |          |          |          |          |        |        |      |      |
| 総通算           | 総通算   | 総通算                      | 62       | 2        | 7        | 0        | 0        | 0        | 16       | 0        | 1      | 0      | 86   | 2    |

| クラブ          | シーズン | リーグ           | リーグ戦 | リーグ戦 | 合計 | 合計 |
| クラブ          | シーズン | リーグ           | 出場     | 得点     | 出場 | 得点 |
| --------------- | -------- | ---------------- | -------- | -------- | ---- | ---- |
| 1860ミュンヘンⅡ | 2016-17  | レギオナルリーガ | 17       | 1        | 17   | 1    |
| 総通算          | 総通算   | 総通算           | 17       | 1        | 17   | 1    |

## タイトル

### クラブ
レッドブル・ザルツブルク
- ブンデスリーガ : 2017-18, 2018-19
- オーストリア・カップ : 2018-19